# Castell de Tibi
El castell de Tibi (Alcoià), és un castell d'origen almohade en el qual es van efectuar posteriorment transformacions i reformes, i que se situa en un monticle exempt denominat Coll de les Monges, a un quilòmetre del municipi de Tibi. És llistat com Bé d'Interés Cultural des del 28 de desembre de l'any 2000.

## Descripció
El recinte, de planta irregular, se situa en la part més escarpada del turó, adaptant-se a la topografia. Compta amb una fossa de 3 metres d'ample tallat en la roca que la separa de la resta del turó. Si bé actualment compta amb escassos elements per sobre de la rasant del terreny, poden observar-se diversos llenços de muralla així com les restes de dues torres, rastres de diverses dependències circumdant la part més elevada del turó, i un aljub parcialment destruït.
La torre situada a l'est, de planta quadrada, està construïda en maçoneria irregular i tapial. A l'oest i sobre el cim del turó se situa altra torre també de planta quadrada però talossada, construïda en tapial, de la qual es manté en peus el primer pis, on s'observa en la seva part sud l'obertura d'una gran finestra reforçada amb carreus i arc rebaixat de pedra.